# Филм ноар (филм из 2007)
Филм ноар је дугометражни анимирани филм српско-америчке копродукције у режији Срђе Пенезића (као D. Jud Jones) и Риста Топалоског.

## Радња
Црнокоси мушкарац (Келер) долази свести испод холивудског знака и крај себе проналази тело убијеног полицајца. Све указује на то да је он убица, али црнокоси не може да се сети чак ни свог имена, а камоли околности које су довеле до поличајчеве смрти. Након што побегне полицији, црнокоси прима позив који је упућен приватном детективу Сему Рубену. Бегунац с амнезијом одлучује да открије да ли је он Рубен и реши мистерију у коју је уплетен. У потрази за истином, спуштајући се спиралом порока Лос Анђелеса, среће мистериозну лепотицу Анђелу (Девин).

## О филму
Најављиван као први дугометражни анимирани филм настао у Београду, „Филм ноар” представља праву реткост у оквирима српског филма. У питању је српко-америчка копродукција на којој је, углавном, радила српска екипа креативаца. Срђа Пенезић, под псеудонимом D. Jud Jones, написао је сценарио и режирао филм. Миодраг Ћертић га је продуцирао. Главни аниматор и редитељ је Ристо Топалоски, док је уметнички директор филма Реља Пенезић потписан псеудонимом Raymond Penn. Дизајн и анимација филма рађени су у Београду, а постпродукција у Лос Анђелесу и Сан Франциску.

## Критика
Филм баштини наслеђе америчког филм ноара. Сам наслов указује на инспирацију, на меланхоличне, песимистичне и атмосферичне црно-беле холивудске криминалистичке филмове из 1940-их и 1950-их. Уз [[]] анимацију као основу „Филм ноар” користи бело-сиву-црну палету у кобинацији са колорним детаљима, voice-over нарацију и носталгичну музичку џез подлогу. Радња филма смештена је у савремени Лос Анђелес и потпуно је Американизована, укључујући и дијалоге који су на енглеском језику, што филм лишава специфичности које би му дали српски ликови и окружење, али истовремено и приближава постојећим филмским узорима. Због општих места у сценарију и аниматорских ограничења узрокованих буџетом, овај филм се не може сврстати у ред иноваторских нео-ноар остварења.
Алиса Сајмон је за часопис „Варајети” написала да је „Филм ноир” стилизована, сексуално експлицитна анимација која оставља утисак споја „Великог сна” и „Мачка Фрица”.

## Рецепција
„Филм ноар” је почетком 2007. године представљен новинарима у Кинотеци, а затим је повучен с програма Феста након што је саопштено да је изабран у званичну селекцију Канског фестивала. Премијера филма ипак није била у Кану, већ у такмичарском програму Фестивала анимираног филма у француском градићу Анеси. Филм је почетком 2008. године имао част да отвори реновирани биоскоп „Јадран” на Тргу републике у Београду (у међувремену поново затворен), где се једно време и приказивао. Светски дистрибутер филма био је француски Wild Bunch, док су филм копродуцирали Радио-телевизија Србије, Министарство за културу Републике Србије, Филмски центар Србије, Град Београд, Секретаријат за културу и BS Group. Две године након „Филм ноара”, у биоскопе је стигло остварење Алексе Гајића Технотајз: Едит и ја, други дугометражни српски анимирани филм у овом миленијуму.

## Додатне информације
Срђа Пенезић је изјавио да је инспирацију за визуелни стил филма нашао у сећањима на старе стрипове и филму Невиност без заштите (1968), у коме је Душан Макавејев поједине црно-беле сцене накнадно обојио.
Амерички глумац Роџер Џексон позајмљује глас за неколико ликова у филму. Џексон је најпрепознатљивији по свом учешћу у хорор серијалу Врисак у режији Веса Крејвена, у коме даје глас маскираном убици, Гостфејсу.